# Nút giao thông Gimpo
Nút giao thông Gimpo (Tiếng Hàn: 김포 나들목, 김포IC) còn được gọi là Gimpo IC là nút giao số 20 của Đường cao tốc vành đai 1 vùng thủ đô nằm ở Singok-ri, Gochon-eup, Gimpo-si, Gyeonggi-do. Có thể đến Gochon-eup, Gimpo-si và trung tâm thành phố Seoul (khu vực Gangseo-gu) thông qua Quốc lộ 48 và Đường thủy Gyeongin Ara, Cầu Haengju và Olympic-daero đều ở gần đó.

## Lịch sử
- 20 tháng 8 năm 1992: Để xây dựng nút giao thông mới, Trung tâm Quy hoạch Đô thị Gimpo Traffic Plaza đã công bố khu vực Singok-ri, Gochon-myeon, Gimpo-gun là Nút giao thông Gimpo[1]
- 3 tháng 11 năm 1997: Hoạt động kinh doanh bắt đầu sau khi khai trương đoạn Cầu Gimpo của Đường cao tốc Vành đai ngoài Seoul[2]
- 14 tháng 4 năm 1998: Diện tích đường được thay đổi cho đoạn dài 3,475 km từ Singok-ri, Gochon-myeon, Gimpo-gun, Gyeonggi-do đến Todang-dong, Goyang-si do công trình mở rộng đường trung chuyển và kết nối Quốc lộ 48 đến tháng 12 năm 1999[3]

## Thông tin cấu trúc
- Vị trí: Singok-ri, Gochon-eup, Gimpo-si, Gyeonggi-do

## Lối vào nút giao thông
- Quốc lộ 48 (Gimpo-daero)